# Juan Jorge Giha Jr.
Juan Jorge Giha Yarur Jr. (ur. 23 kwietnia 1955 w Santiago) – peruwiański strzelec sportowy. Srebrny medalista olimpijski z Barcelony.
Specjalizował się w konkurencji skeet. Brał udział w sześciu igrzyskach (IO 80, IO 84, IO 88, IO 92, IO 96, IO 00). W 1992 wyprzedziła go jedynie Chinka Zhang Shan. W 1996 był chorążym peruwiańskiej ekipy. Stawał na podium mistrzostw świata w konkurencji indywidualnej (brąz w 1997). Zdobył 27 tytułów mistrza Peru.
Jego ojciec o tym samym imieniu startował na igrzyskach w 1972 roku.